# Offeret (film fra 1986)
Offeret er en svensk-fransk dramafilm fra 1986 skrevet og instrueret Andrej Tarkovskij. Med Erland Josephson i hovedrollen var mange af filmholdet alumner af Ingmar Bergmans film, herunder filmfotograf Sven Nykvist. Det var Tarkovskijs sidste film, da han døde kort efter dens færdiggørelse. Han fik konstateret kræft efter optagelserne var afsluttet, og i 1986 kunne han ikke deltage i premieren ved Filmfestivalen i Cannes på grund af sin sygdom.

## Handling
Journalisten Alexander (Erland Josephson) bliver ved udbruddet af Tredje verdenskrig tvunget til at ofre alt, hvad han ejer, for at skabe fred.

## Medvirkende (i udvalg)
- Erland Josephson som Alexander
- Susan Fleetwood som Adelaide
- Allan Edwall som Otto
- Sven Wollter som Viktor
- Valérie Mairesse som Julia